# Georgios Karasavvidis
Georgios Karasavvidis (griechisch Γεώργιος Καρασαββίδης; * 8. August 1991 in Thessaloniki) ist ein griechischer Fußballspieler.

## Karriere
Karasavvidis kam 2010 von Iraklis Thessaloniki zu PAO Diikitiriou. Im Januar 2011 wechselte er nach Österreich zur Zweitmannschaft des Regionalligisten SV Austria Salzburg. Im November 2011 debütierte er für die erste Mannschaft von Salzburg in der Regionalliga, als er am 17. Spieltag der Saison 2011/12 gegen den FC Hard in der 75. Minute für Oliver Schmidt eingewechselt wurde.
Im Januar 2012 wechselte er nach Deutschland zum Kreisligisten FT Gern. Im Januar 2014 wechselte er zurück nach Griechenland zum Zweitligisten AO Episkopi. Sein Debüt in der Football League gab er im März 2014, als er am 24. Spieltag der Saison 2013/14 gegen Olympiakos Volos in der Nachspielzeit für Giorgos Giakoumakis ins Spiel gebracht wurde.
Im Sommer 2014 wechselte er zu Apollon Kalamarias. Im Januar 2015 schloss er sich Anagennisi Giannitsa an.
Ab der Saison 2015/16 spielte er in Deutschland in der Kreisklasse für AE Galan Dachau. Zur Saison 2016/17 wechselte er zum FC Hellas München. Im Sommer 2017 schloss er sich dem Bezirksligisten FC Hertha München an.
In der Winterpause der Saison 2017/18 wechselte er ein zweites Mal nach Österreich, wo er sich dem Regionalligisten SK Austria Klagenfurt anschloss. Mit Klagenfurt konnte er zu Saisonende in die 2. Liga aufsteigen. Nach dem Aufstieg rückte er in den Kader der Amateure der Klagenfurter. Im Juni 2019 debütierte er in der 2. Liga, als er am 30. Spieltag der Saison 2018/19 gegen den FC Liefering in der 73. Minute für Benedikt Pichler eingewechselt wurde.